# Akodon molinae
Akodon molinae är en däggdjursart som beskrevs av Julio R. Contreras 1968. Akodon molinae ingår i släktet fältmöss, och familjen hamsterartade gnagare. IUCN kategoriserar arten globalt som livskraftig. Inga underarter finns listade i Catalogue of Life.
Denna fältmus förekommer i centrala Argentina. Arten vistas i buskskogar som kännetecknas av arter från växtsläktet Larrea. Den besöker även betesmarker och klippiga områden.